# Ruhila Adatia-Sood
Ruhila Adatia-Sood (* 1975 in Kitisuru; † 21. September 2013 in Nairobi) war eine kenianische Journalistin und Moderatorin der von asiatischen Immigranten geleiteten Radio Africa Group.

## Biografie
Adatia-Sood kam als jüngste von vier Töchtern einer indischstämmigen Familie in Kitisuru, einem Vorort von Nairobi, zur Welt. Sie besuchte die Aga Khan Academy in Nairobi und schloss 2007 ihr Journalismusstudium an der Rhodes-Universität in Grahamstown ab. Nach ihrem Studium arbeitete sie ab 2007 für den kenianische Radio Africa Group, für die sie beim Radiosender East FM und den Fernsehsender Kiss TV moderierte. Bei Kiss TV leitete sie als Moderatorin durch die E-News, die Rankingshow Kiss 100 und die Musiksendung X-FM. Seit 2011 moderierte sie gemeinsam mit ihrer gleichfalls aus Indien stammenden Kollegin Kamal Kaur eine Kinderkochsendung. Diese wurde einmal im Monat seit Frühjahr 2011 in der Westgate Shopping Mall in Nairobi aufgezeichnet.
Die 38-jährige Adatia-Sood wurde beim Überfall auf das Westgate-Einkaufszentrum der islamistischen Al-Shabaab-Milizionären verletzt, während sie eine Aufzeichnung eines Kinder-Kochwettbewerbs von Kiss TV moderierte. Sie verstarb auf dem Weg in das Aga Khan Hospital in Nairobi. Zum Zeitpunkt ihres Todes war sie im sechsten Monat mit ihrem ersten Kind schwanger. Erst im Januar 2012 hatte sie Ketan Sood, Mitarbeiter der United States Agency for International Development, geheiratet.